# Эльснер, Владимир Юрьевич
Владимир Юрьевич Эльснер (1886, Киев — 1964, Тбилиси) — русский советский поэт.

## Биография
Был близко знаком с поэтами Н. Гумилёвым и Ахматовой, шафер на их свадьбе. Впоследствии утверждал, что именно он «научил Ахматову писать стихи».
Жил в Москве, затем — в Ростове-на-Дону, в годы Гражданской войны сотрудничал с белоэмигрантской прессой.
В 1920 году перебрался в Тифлис. Руководил литературным кружком. Начинавший свой путь в литературу Булат Окуджава встречал  Эльснера в Тбилиси.
Жил в д. 8 по Сололакской улице (ныне — Леонидзе).
Похоронен в Переделкино, недалеко от могилы Б.Л.Пастернака.
Последняя жена — Ольга Николаевна Верховская (1912–1964), внучка В.В.Верховского, похоронив мужа, покончила жизнь самоубийством.

## Оценки современников
- «Вы недовольны собой? да кто ж доволен собой, кроме Эльснера?» — писал Боброву в 1916 году Аксёнов.[8]
- В автобиографическом романе Рюрика Ивнева «Богема» Эльснер присутствует как один из персонажей: «Эльснер ходил всю зиму без шапки, в лёгкой фуфайке с открытой грудью и с голыми до плеч руками, широко, по-матросски расставляя ноги, раскачиваясь, точно на палубе во время качки, смеясь так, что его рот, набитый зубами, похожими на крепкие белые гвозди, открывался, будто пасть зверя, готового проглотить весь мир.»